# Переменная скорость света
Согласно концепции переме́нной ско́рости све́та (ПСС) считается, что скорость света в вакууме, обычно обозначаемая c, в некоторых случаях может не быть константой. В большинстве ситуаций в физике конденсированного состояния распространение света в среде действительно происходит с меньшей скоростью, чем в вакууме. Кроме того, в некоторых расчётах квантовой теории поля необходимо учитывать, что виртуальные фотоны должны двигаться на короткие расстояния в том числе со скоростью, отличной от скорости света — причём как с меньшей, так и с большей. Отсюда, однако, не следует, что возможно перемещение вещества со скоростью больше скорости света. Хотя обычно считается, что нет смысла приписывать размерным величинам, таким как скорость света, изменение во времени (в отличие от безразмерных величин, таких как постоянная тонкой структуры), в некоторых спорных теориях космологии скорость света варьируется в зависимости от изменения постулатов специальной теории относительности. Если эта концепция подтвердится, то возникнет необходимость переписать большую часть современной физики — ту, которая построена на постоянстве скорости света.

## Переменнаяcв классической физике
Считается, что фотон, являющийся частицей света и выступающий переносчиком электромагнитной силы, не обладает массой покоя. Так называемое «уравнение Прока» описывает теорию фотона, обладающего массой. Теоретически возможен фотон, являющийся чрезвычайно лёгким, но, тем не менее, имеющим небольшую массу, как, например, у нейтрино. Такие фотоны могут распространяться со скоростью меньше скорости света, которая определяется в специальной теории относительности. Эти фотоны будут иметь три направления поляризации. Однако в квантовой теории поля ненулевая масса фотона не согласуется с калибровочной инвариантностью или перенормировкой, и поэтому, как правило, она игнорируется. Тем не менее, квантовая теория массивного фотона может рассматриваться в вильсоновском приближении теории эффективного поля к квантовой теории поля, где наличие или отсутствие массы фотона порождается механизмом Хиггса, или же эта масса вводится в специальный лагранжиан Прока. В таком случае пределы на массу фотона, возникающие из различных наблюдений и экспериментов, могут ограничивать различные параметры теории.

## Переменнаяcв квантовой теории
В квантовой теории поля соотношение неопределённости Гейзенберга показывает, что любые частицы в течение кратких периодов могут двигаться с произвольной скоростью. В интерпретации теории с помощью диаграмм Фейнмана такие частицы известны как «виртуальные», и они отличаются тем, что распространяются вне «массовой оболочки» (en.) и могут иметь любую скорость, как меньше, так и больше скорости света. Можно процитировать Ричарда Фейнмана:
 «…Кроме того, для света есть диапазон скоростей, он может распространяться быстрее (или медленнее), чем обычная скорость света. Из предыдущей лекции вы можете вспомнить, что свет не всегда идёт по прямой линии, а теперь вы видите, что он не всегда распространяется со скоростью света! Возможно, вас удивит, что для фотона существует возможность двигаться быстрее или медленнее, чем обычная скорость света c».
 Однако эти виртуальные фотоны не нарушают принципа причинности или специальной теории относительности, так как они непосредственно не наблюдаемы, и информация не может быть передана беспричинно. Диаграммы Фейнмана и виртуальные фотоны интерпретируются не как физические картины того, что на самом деле происходит, но скорее как удобный инструмент расчетов (который в некоторых случаях может принимать во внимание скорости больше скорости света).

## Переменнаяcс течением времени
В 1937 году Поль Дирак и другие учёные начали исследование последствий изменения во времени констант природы. Например, Дирак предположил изменение гравитационной постоянной G всего лишь на 5 единиц 10−11 в год от её величины для объяснения относительной слабости силы гравитации по сравнению с другими фундаментальными взаимодействиями. Это вошло в науку как гипотеза больших чисел Дирака. Однако Ричард Фейнман в своей знаменитой лекции показал на основе геологических данных и наблюдений Солнечной системы, что гравитационная постоянная, скорее всего, не могла измениться так сильно за последние 4 млрд лет (хотя можно предположить изменяющуюся константу, не влияющую на другие константы). Нынешние (2011 год) ограничения на скорость изменения G примерно в 10 раз ниже значения, предлагавшегося Дираком.
Неясно, каковы последствия количественных изменений размерности, так как любое такое изменение приведёт к смене единиц измерения. Джон Барроу пишет:

Важный урок, который мы извлекаем из того, как безразмерные константы, такие как α, определяют мир, — это как на самом деле миры могут отличаться друг от друга. Безразмерная константа, которую мы называем постоянной тонкой структуры и обозначаем через α, есть комбинация из заряда электрона e, скорости света c и постоянной Планка h. Априори мы можем подумать, что мир, в котором скорость света будет меньше, будет другим миром, но это ошибка. Если бы c, h, и e были бы все изменены таким образом, чтобы значения, которые они имеют в метрической системе единиц измерения (или любой другой системе) в наших таблицах физических констант были бы отличными от существующих, но значение α осталось прежним, этот новый мир был бы экспериментально неотличим от нашего мира. Единственная вещь, которая имеет значение при определении мира — это значения безразмерных констант Природы. Если все массы удвоить, [в том числе планковскую массу mP], вы не сможете ничего обнаружить, потому что все безразмерные константы, определённые отношением любой пары масс, останутся неизменными.
Оригинальный текст (англ.)[An] important lesson we learn from the way that pure numbers like α define the world is what it really means for worlds to be different. The pure number we call the fine structure constant and denote by α is a combination of the electron charge, e, the speed of light, c, and Planck's constant, h. At first we might be tempted to think that a world in which the speed of light was slower would be a different world. But this would be a mistake. If c, h, and e were all changed so that the values they have in metric (or any other) units were different when we looked them up in our tables of physical constants, but the value of α remained the same, this new world would be observationally indistinguishable from our world. The only thing that counts in the definition of worlds are the values of the dimensionless constants of Nature. If all masses were doubled in value [including the Planck mass mP] you cannot tell because all the pure numbers defined by the ratios of any pair of masses are unchanged.
— Джон Барроу
Любое уравнение, описывающее физический закон, может быть записано таким образом, чтобы все размерные величины были нормированы, в результате чего масштабные величины (так называемые необразмеренные) войдут в безразмерные величины. В самом деле, физики часто выбирают свои единицы измерения так, что физические постоянные c, G и h/2π принимают единичное значение, в результате чего каждая физическая величина может быть нормирована соответствующей планковской единицей. Таким образом, многие физики считают, что наделение свойством эволюции размерных величин в лучшем случае бессмысленно, а в худшем противоречиво. Когда используются планковские единицы и уравнения физических законов выражены в такой необразмеренной форме, то исчезают все размерные физические константы, такие как c, G или h, остаются только безразмерные величины. Лишённые своих антропометрических зависимостей, единицы измерения, среди которых уже не будет скорости света, гравитационной постоянной или постоянной Планка, останутся в математических выражениях физической реальности определённого гипотетического варианта. Например, в случае гравитационной постоянной G соответствующие безразмерные величины будут в конечном счёте равны отношению планковской массы к массе элементарных частиц. Некоторые ключевые безразмерные величины (считающиеся константами), зависящие от скорости света, например, постоянная тонкой структуры, будут иметь значимые расхождения, и их возможные изменения являются объектом исследований.
В теории относительности пространство-время имеет 4 измерения одного и того же физического свойства: это трёхмерное пространство и одномерное время. Коэффициент пересчёта времени в длину равен скорости света согласно теории относительности. Если определение метра в СИ вернуть к его формулировке до 1960 года, когда он определялся как длина эталонного образца, то мыслимо определить изменение c (как обратное количеству времени, затрачиваемому светом на прохождение этого эталона длины). Может быть, более важно интерпретировать это изменение как изменение безразмерной величины отношения длины эталона метра к планковской длине, или как изменение также безразмерной величины отношения секунды СИ к планковскому времени, или как изменение обеих этих величин. Если число атомов, составляющих эталон метра, остаётся неизменным (как это и должно быть для стабильного эталона), то заметное изменение значения c будет следствием более фундаментального изменения безразмерного отношения планковской длины к размеру атома (боровскому радиусу), либо безразмерного отношения планковского времени к периоду излучения цезия-133, или обеих этих величин.
Одна группа учёных, изучающая далёкие квазары, объявила об обнаружении ими изменения постоянной тонкой структуры на величину порядка 10−5 . Многие оспаривают эти результаты, считая, что для обнаружения таких изменений нужны приборы с гораздо более высокой чувствительностью. Более того, даже более жёсткие ограничения, обнаруженные при изучении содержания некоторых изотопов в природном ядерном реакторе в Окло, в настоящее время свидетельствуют об отсутствии каких-либо изменений.
Пол Дэвис с сотрудниками предположили, что в принципе можно определить, какие из размерных констант (элементарный электрический заряд, постоянная Планка и скорость света), из которых комбинируется постоянная тонкой структуры, отвечают за изменения. Однако это было оспорено другими учёными, и в настоящее время не является общепризнанным.

## Космология переменной скорости света
Космология переменной скорости света была предложена независимо друг от друга Жаном-Пьером Пети в 1988 году, Джоном Моффатом в 1992 году и научным тандемом в составе Андреаса Альбрехта и Жуана Магейжу в 1998 году для объяснения космологической проблемы горизонта и предложения альтернативы космической инфляции. Была также предложена альтернативная модель ПСС.
В модели ПСС Пети изменение c сопровождается совместным изменением всех физических констант, объединённых в изменения масштабных факторов пространства и времени, так что все уравнения и меры этих констант остаются неизменными на протяжении эволюции Вселенной. Уравнения Эйнштейна остаются инвариантными при совместных вариациях c и G, которые входят в гравитационную постоянную Эйнштейна. Эта модель ограничивает изменение констант верхним значением плотности энергии ранней Вселенной, в самом начале эры доминирования энергии, когда пространство-время отождествляется с пространством-энтропией в метрике конформно-плоского многообразия. В то время это была первая опубликованная модель ПСС и единственная на сегодняшний день модель, в которой даётся закон эволюции, касающийся совместной вариации констант во времени и оставляющий неизменным физику процесса. Позднее на эти работы был дан ряд ссылок в литературе по ПСС.
Идея Моффата и команды Альбрехта — Магейжу состоит в том, что в ранней Вселенной свет распространялся на 60 порядков быстрее, таким образом, на начальном этапе расширения Вселенной ее отдалённые области успели провзаимодействовать. Сейчас неизвестны пути решения проблемы горизонта с изменением постоянной тонкой структуры, потому что её изменение не меняет причинную структуру пространства-времени. Вероятно, для этого потребуется допустить изменение гравитационной постоянной или пересмотр специальной теории относительности. Чтобы обойти эту проблему, в космологии переменной скорости света предлагают варьировать размерность величины c, в частности, путём отмены лоренц-ковариантности в общей и специальной теории относительности. Более современные формулировки сохраняют локальную лоренц-ковариантность.